# 佐藤邦器
佐藤 邦器（さとうくにき、1943年 - ）は日本のアマチュア囲碁指導者。日本棋院池袋支部長、池袋囲碁会館代表。

## 来歴
東京都で生まれる。東京都立小石川高等学校（現・東京都立小石川中等教育学校）を経て、早稲田大学第一理工学部建築学科を卒業する。早稲田大学時代には囲碁部の主将を務め（1964年-1967年）、同部現OB会副会長。父菊雄は島藤建設工業代表取締役社長（1987年戸田建設に吸収合併）、アマチュア囲碁東京代表となること多数。
囲碁を通じての海外交流を進めており、韓国には7-8回、台湾、香港にもアマチュア日本代表として渡航し対局、指導歴がある。
2019年より第9回東京23区対抗囲碁大会の会の会長を引き継ぎ現在に至る。同大会は1チーム9名23組、区長会チーム1組の計24組で戦われる。2019年は6月23日（日）に市ヶ谷の日本棋院で開催された。
公認囲碁段位はないものの、アマチュア5段とは5子以上の棋力があることは過去の戦績で証明されている。
1991年東京都アマチュア本因坊、1997年第8回国際アマチュア・ペア囲碁選手権準優勝など。東京都23区対抗囲碁大会会長。朝日新聞アマ十傑戦、アマ世界選手権等の東京都代表など。

## 主な戦績
1988年　第4回朝日新聞アマ団体十傑戦全国優勝（主将）
全日本アマチュア本因坊戦
東京都大会
1990年 準優勝
1991年 優勝
1992年 準優勝
1993年 3位
2012年 準優勝
全国大会
1992年 3位（優勝した中園清三に準決勝で敗れる）